# Municipio de Claridon (condado de Geauga)
El municipio de Claridon (en inglés: Claridon Township) es un municipio ubicado en el condado de Geauga en el estado estadounidense de Ohio. En el año 2010 tenía una población de 3200 habitantes y una densidad poblacional de 54,56 personas por km².

## Geografía
El municipio de Claridon se encuentra ubicado en las coordenadas 41°32′26″N 81°9′7″O / 41.54056, -81.15194. Según la Oficina del Censo de los Estados Unidos, el municipio tiene una superficie total de 58.65 km², de la cual 57,75 km² corresponden a tierra firme y (1,53 %) 0,9 km² es agua.

## Demografía
Según el censo de 2010, había 3200 personas residiendo en el municipio de Claridon. La densidad de población era de 54,56 hab./km². De los 3200 habitantes, el municipio de Claridon estaba compuesto por el 96,22 % blancos, el 1,44 % eran afroamericanos, el 0,09 % eran amerindios, el 0,28 % eran asiáticos, el 0,91 % eran de otras razas y el 1,06 % eran de una mezcla de razas. Del total de la población el 2,44 % eran hispanos o latinos de cualquier raza.